# Burg Křikava
Die Ruine der Burg Křikava (deutsch Krikawa) befindet sich östlich von Černívsko, Gemeinde Uzeničky, im Okres Strakonice, Tschechien.

## Geographie
Die Ruine der Spornburg liegt gegenüber dem Dorf Černívsko linksseitig des Baches Kostratecký potok auf einem bewaldeten Felssporn über dem Teich Černívský rybník im Mittelböhmischen Hügelland. Nordöstlich erhebt sich der Hügel Křikava (520 m).

## Geschichte
Die Burg wurde in der Mitte des 14. Jahrhunderts durch den aus einem bayerischen Rittergeschlecht stammenden Hofmeister der Königin Blanca, Hugo von Donnerstein (Huk z Donrštejna), angelegt. Dieser erwarb 1348 von Karl I. noch das Dorf Myštice. Die erste urkundliche Erwähnung der Burg, zu deren Besitzung auch das Dorf Černívsko gehörte, erfolgte 1357. Hugos Söhne Koloman, Huk, Buzek und Přibyslav teilten die Herrschaft Křikava 1367 unter sich auf. Die Burgherren verwendeten abwechselnd die Prädikate von Donnerstein und von Krikawa (z Křikavy). Pfarr- und Hauptort der Herrschaft war Černívsko. Das Kirchpatronat in Černívsko hatten sie gemeinschaftlich mit den verwandten Vladiken von Huzenice inne. Im Jahre 1399 gehörte die Burg Přibek und Jindřich von Krikawa. 1402 wurde die Burg durch den Räuber Dobešík von Bor eingenommen, verwüstet und geplündert. Der letzte Besitzer, Jindřich Kolman von Křikava, Küchenmeister Wenzels IV., ließ sie nicht wiederherstellen. 1418 verkaufte der Katholik die Burg mit dem Dorf Myštice einschließlich zwei Kmetenhöfen (dvory kmetcí) in Černívsko, der Wiese „Velká“ bei Zaroždice und einer Mühle zusammen mit seinen weiteren Gütern im Prachiner Kreis an Peter Zmrzlík von Schweißing auf Worlik und zog sich vor den Hussiten auf die Feste Obořiště zurück, wo er 1425 bei der Einnahme durch die Aufständischen unter Peter und Johann Zmrzlík von Schweißing ermordet wurde. Während der Hussitenkriege wurde die Burg Křikava gänzlich ruiniert. Zum Ende des 15. Jahrhunderts erwarb Tašek von Drahenice die wüste Burg Křikava mit dem Dorf Černívsko und schlug sie dem Gut Uzeničky zu.
Im 18. und 19. Jahrhundert wurde die Ruine zumeist als Altes Schloss bzw. Starý hrad am Berg Krikawa bezeichnet. In der ersten Hälfte des 19. Jahrhunderts ließ der Besitzer der Herrschaft Drahenice, Oberstlandmarschall Johann Prokop Graf Hartmann von Klarstein, an den Ruinen Erhaltungsmaßnahmen gegen den gänzlichen Verfall durchführen.

## Anlage
Die geschlossene rechteckige Burganlage war nach Nordosten durch einen tiefen Graben, an den anderen Seiten durch steile Hänge und westlich zudem noch durch den Teich geschützt. Den Mittelpunkt des oberen Burghofes bildete ein prismatischer Wohnturm, an der Südseite befand sich der Palas. Der Zugang zur Burg erfolgte von Osten.
Erhalten sind vier Meter hohe Mauerreste des Turmes. An der Südwestseite befinden sich Mauerreste des Palas mit einer Wendeltreppe, die in einen verschütteten Keller führte.